# Phantom (Band)
Phantom war eine US-amerikanische Speed- und Power-Metal-Band aus New York City, New York, die im Jahr 1985 gegründet wurde und sich ca. 1993 wieder auflöste.

## Geschichte
Die Band wurde im Jahr 1985 von Sänger „Falcon“ Eddie Green, Gitarrist Neil C.J. Santell, Bassist Chris Romanelli und Schlagzeuger Michael Gandia gegründet. Nachdem die Band durch ein Demo einen Vertrag bei New Renaissance Records erreicht hatte, folgte im Jahr 1987 das Debütalbum Dead or Alive. Da das Album nicht sehr erfolgreich war, verlor die Band ihren Labelvertrag wieder. Nachdem die Band einen neuen Vertrag bei Shark Records unterzeichnet hatte, kamen Bassist Charley Buckland und Schlagzeuger John Bellon als neue Mitglieder zur Besetzung. Im Jahr 1991 erschien das nächste, selbstbetitelte Album. Im Jahr 1993 folgte das Album Cyberchrist, worauf Bassist Chris Romanelli und Schlagzeuger Michael Gandia als neue Mitglieder zu hören waren. Das Album sollte das letzte der Band sein, ehe sie sich auflöste.

## Stil
Die Band spielte klassischen, schnellen Power Metal. Dead or Alive wird als rauer, melodischer Heavy Metal beschrieben. Das Album ist vergleichbar mit den Werken von Accept und Hammerfall. Das Album Cyberchrist wird als eine Mischung aus Judas Priests Painkiller und dem selbstbetitelten Album von Metal Church bezeichnet, wobei der Gesang extrem hoch ausfällt und die Gitarren einen aggressiven Klang haben.

## Diskografie
- 1987: Dead or Alive (Album, New Renaissance Records)
- 1991: Phantom (Album, Shark Records)
- 1993: Cyberchrist (Album, Shark Records)
- 2000: The Best of the Rest (Kompilation, Shark Records)
- 2004: Formations at the Battle Front (Demo, Eigenveröffentlichung)